# Nonaspe
Nonaspe é um município da Espanha na província de Saragoça, comunidade autónoma de Aragão. Tem 111,44 km² de área e em 2021 tinha 998 habitantes (densidade: 9 hab./km²).

## Demografia
| Variação demográfica do município entre 1991 e 2004 | Variação demográfica do município entre 1991 e 2004 | Variação demográfica do município entre 1991 e 2004 | Variação demográfica do município entre 1991 e 2004 |
| --------------------------------------------------- | --------------------------------------------------- | --------------------------------------------------- | --------------------------------------------------- |
| 1991                                                | 1996                                                | 2001                                                | 2004                                                |
| 1132                                                | 1100                                                | 1024                                                | 1042                                                |